# メソン・カノン
メソン・カノン（Meson Cannon）は、バンダイナムコゲームスのPlayStation Portable用フライトシューティングゲーム『ACE COMBAT X Skies of Deception』に登場する架空の兵器。

## 概要
メソン・カノンとは、オーレリア連邦共和国首都グリスウォールに設置された首都防衛用荷電粒子ビーム砲である。大強度シンクロトロン施設、アトモスリング内で加速させた陽子ビームを、アトモスリング上のタワー型施設内に置かれたアルミニウムやベリリウムなどの生成標的に衝突させ、大量の荷電中間子（メソン）を生成、パイ中間子から崩壊ミューオンビームを取り出し、タワー最上部に備わる砲塔型線形加速器で照射方向を偏向、攻撃対象に照射する。
亜光速で迫るビームの回避は非常に難しく、対地対空を問わず様々な目標に対して高度な迎撃能力を発揮するが、攻撃対象を追尾するには砲塔型加速器によってビームを偏向しつつ砲塔を旋回させる必要があり、高速かつ複雑な動きをする戦闘機などの対象には正確な照準が難しい。また、崩壊ミューオンの平均寿命は約2.2μ秒と安定して存在していられる時間が短い上、大気中での減衰が大きく、最大射程は数kmと比較的短い。一方で、弾切れが事実上存在せず、有害な放射線などの環境負荷もないことから、弾道ミサイルなどによる攻撃から、限られた範囲を防衛する拠点防衛兵器として、優れた特性を有する。アトモスリング上には、このビーム砲塔が等間隔を空けて計8門配備されており、城壁型のリング部との組み合わせによって、首都グリスウォールは一種の城壁都市ともいえる強固な防備を有している。

## 開発経緯
オーレリア政府は、首都グリスウォールを始めとした国内の電力需要の高まりを受け、将来的なエネルギー源としてミューオン触媒核融合炉の研究を推進しており、その一環としてグリスウォールに大規模なシンクロトロン施設、アトモスリングの建設を行った。メソン・カノンは、アトモスリングの建設当初より、このシンクロトロン施設を利用した首都防衛用ビーム兵器として計画されていたものであったが、当時は莫大な開発コストに見合うだけの必要性が認められず、周辺国への政治的配慮といった事情などもあって、実験段階にも至らず計画は頓挫していた。
2020年、隣国レサス民主共和国の突然の侵攻によってオーレリア領土の大半が占拠されて以降、グリスウォールに置かれたレサス軍司令部を防衛する目的で、この計画は再び着目される。レサス軍は大量の物資と資金を投入し、短期間でメソン・カノンを完成させた上、さらなる出力の向上と安定化を狙い、首都南西に位置するモンテブリーズ工業地帯でMBSR（中間子ビーム安定化調整器）の開発を行った。これにより、メソン・カノンは当初の計画とは異なる対象に向かって使用されることとなった。

## 関連設備
アトモスリング
正式名称「オーレリア・超伝導・シンクロトロン研究所（Aurelia Superconducting Synchrotron Laboratory/ASSL）」。首都グリスウォールの旧市街を囲む中世の城壁跡を利用して建設された、直径4.6km、周長14.5km、最大6.4TeVのエネルギー量を誇る、世界最大規模の大強度円形粒子加速器。ミューオン触媒核融合炉の研究のためにオーレリア政府によって建設され、この他にも新薬、新素材の開発を始め、物質科学、生命科学、原子核物理学、素粒子物理学などの様々な研究に利用されていた。リング部は首都の周辺を流れる河川の洪水から旧市街を守る堤防としての役割もあり、城壁としての外観の残るリング本体と、リング内外を結ぶ城門風の防水ゲートが生み出す城壁都市を思わせる景観は、旧市街の中央にそびえる超高層ビル「ガイアスタワー」と並び、首都グリスウォールの象徴となっている。
MBSR（Meson Beam Stabillzing Regulator）
中間子ビーム安定化調整器の意。「大エネルギー荷電粒子コンデンサー」の技術を用いた、中間子ビームの安定供給装置。大エネルギー荷電粒子コンデンサーとは、アトモスリングで加速した陽子ビームを非中性プラズマ状態で一時的に蓄積、必要に応じて適時取り出すことで、陽子ビームの自在な出力調整を可能とする特殊技術である。パイ中間子は平均寿命26n秒という非常に不安定な粒子であり、従って中間子の崩壊によって得られる崩壊ミューオンビームも連続した生成は難しい。MBSRは中間子の生成に必要な陽子ビームの出力を随時調整することで、中間子の安定した連続生成を行い、メソン・カノンに送り込む崩壊ミューオンビームを大出力化する。これにより、間欠照射型のパルスビーム砲であるメソン・カノンは、一見棒状のビームに見えるほどの連続照射が可能となる。
大エネルギー荷電粒子コンデンサー技術は、アトモスリングと同様にミューオン触媒核融合炉のためにオーレリア側で研究していた技術であり、オーレリアが誇る大企業の最先端技術が注ぎ込まれている。レサス軍は首都グリスウォールの南西に位置するモンテブリーズ工業地帯を制圧したことで、この技術を入手。メソン・カノンの威力向上策として研究開発を進めていた。
XC-01
MBSRの輸送に用いられる輸送機。機体形状やカーゴハッチの構造はC-1輸送機に似ているが、細部の形状が異なる。MBSR専用の輸送機という訳ではないらしく、MBSRはカーゴベイに納まりきっておらず、カーゴハッチも閉められていない。搭載しているMBSRを稼動させることで、開いたハッチから機体後方に向けてビームの照射が可能だが、輸送機であるXC-01には照準機構などの兵器運用能力がなく、実際の運用には問題がある。

## 参考資料
- 『ACE COMBAT X Skies of Deception』　バンダイナムコゲームス、2006年。
- 「ACE COMBAT X - ワールド - 用語解説 - アトモスリング」　バンダイナムコゲームス、2006年11月10日。
- 「ACE COMBAT X - ワールド - 用語解説 - メソンカノン」　バンダイナムコゲームス、2006年11月10日。
- 「ACE COMBAT X - ワールド - 用語解説 - MBSR」　バンダイナムコゲームス、2006年11月10日。
- 『ACE COMBAT X Skies of Deception The Complete Guide』　メディアワークス、2007年、232、235頁、ISBN 978-4-8402-3767-3。